# Schizodon nasutus
Schizodon nasutus es una especie de peces de la familia Anostomidae en el orden de los Characiformes.

## Morfología
Los machos pueden llegar alcanzar los 40,2 cm de longitud total y 629 g de peso.

## Hábitat
Es un pez de agua dulce y de clima tropical.

## Distribución geográfica
Se encuentran en Sudamérica:  cuencas de los ríos  Paraná,  Paraguay y  Uruguay.